# Puccinia orchidearum-phalaridis
Puccinia orchidearum-phalaridis ist eine Ständerpilzart aus der Ordnung der Rostpilze (Pucciniales). Der Pilz ist ein Endoparasit von Orchideen und Glanzgräsern. Symptome des Befalls durch die Art sind gelbe Rostflecken und Pusteln auf den Blattoberflächen der Wirtspflanzen. Das Verbreitungsgebiet umfasst Mitteleuropa.

## Merkmale

### Makroskopische Merkmale
Puccinia orchidearum-phalaridis ist mit bloßem Auge nur anhand der auf der Oberfläche des Wirtes hervortretenden Sporenlagern zu erkennen. Sie wachsen in Nestern, die als gelbliche bis braune oder schwärzliche Flecken und Pusteln auf den Blattoberflächen erscheinen.

### Mikroskopische Merkmale
Das Myzel von Puccinia orchidearum-phalaridis wächst wie bei allen Puccinia-Arten interzellulär und bildet Saugfäden, die in das Speichergewebe des Wirtes wachsen. Ihre Pyknien sind orangefarben. Die Aecien der Art wachsen in Gruppen und bilden gelbliche Flecken. Sie besitzen kugelige bis ovale Aecidiosporen von 18–23 × 16–19 µm, die farblos und warzig sind. Die Uredien sind klein, blasenförmig unr rostfarben. Ihre Uredosporen sind kugelig bis polyedrisch, 26–29 × 18–23 µm groß, gelblich und stachelig. Die Telien der Art sind punkt- oder strichförmig und schwarz. Die Teleutosporen sind zweizellig, kurz keulenförmig und 35–46 × 15–18 µm groß. Sie sind braun, ihre Stiele sind sehr kurz.

## Verbreitung
Puccinia orchidearum-phalaridis besitzt ein Verbreitungsgebiet, das sich über Mitteleuropa erstreckt.

## Ökologie
Die Wirtspflanzen von Puccinia orchidearum-phalaridis sind als Haplont Orchideen (Orchidaceae spp.) sowie Rohrglanzgras (Phalaris arundaecea) für den Dikaryonten. Der Pilz ernährt sich von den im Speichergewebe der Pflanzen vorhandenen Nährstoffen, seine Sporenlager brechen später durch die Blattoberfläche und setzen Sporen frei. Die Art verfügt über einen Entwicklungszyklus mit Pyknien, Uredien, Telien und Aecidien.